# Nicolas Radziwiłł Le Rouge
Nicolas Radziwill « le Rouge » (en polonais Mikołaj Radziwiłł Rudy, en lituanien : Radvila Rudasis, en ukrainien : Микола Радзивілл), ainsi surnommé en raison de la couleur de ses cheveux, aussi connu comme Nicolas VI Radziwill , né en 1512 à Kiev et mort en 1584 à Vilnius, est un noble du grand-duché de Lituanie, qui a exercé les fonctions de voïvode de Vilnius, de grand chancelier de Lituanie et de grand hetman de Lituanie.
Avec son cousin Nicolas Christophe « le Noir », il a essayé de combattre l'unification du grand-duché de Lituanie avec le royaume de Pologne, réalisée en 1569 par le traité d'union de Lublin.

## Biographie
Nicolas Radziwill le Rouge est le fils de Georges Radziwiłł (1480-1541), grand hetman de Lituanie, et de Barbara Kolanka. 
Il fait des études en Allemagne et voyage en Europe.
Il conclut une alliance avec son cousin Mikolaj Krzysztof Radziwill le Noir au sein de la puissante famille Radziwiłł qui est en lutte avec la noblesse lituanienne[pas clair] pour le contrôle du grand-duché de Lituanie.
Les deux cousins luttent pour la cause de la souveraineté de la Lituanie contre le renforcement de l'union polono-lituanienne (établie à partir de la fin du XIVe siècle, la Pologne et la Lituanie étant toutes deux dirigées depuis 1386 par la dynastie d'origine lituanienne des Jagellon) et contre l'accroissement de l'influence de la noblesse polonaise.
Ils sont opposés à l'union de Lublin, traité signé le 1er juillet 1569, qui réunit formellement le royaume de Pologne et le grand-duché de Lituanie en un seul État, la république des Deux Nations.
Tous deux sont de fervents partisans de la Réforme protestante, dans sa version calviniste.

## Mariage et descendance
Vers 1542, Mikołaj Radziwiłł épouse Catherine Tomicka, fille de Jean Tomicki, chambellan de Kalisz. 
Ils auront trois enfants :
- Nicolas (1546–1589), voïvode de Navahroudak ;
- Christophe (1547–1603), grand hetman de Lituanie ;
- Barbara, morte jeune.